# Захарьевская улица (Минск)
Захарьевская улица ― несохранившаяся минская улица XVI—XX вв.

## История Захарьевской улицы

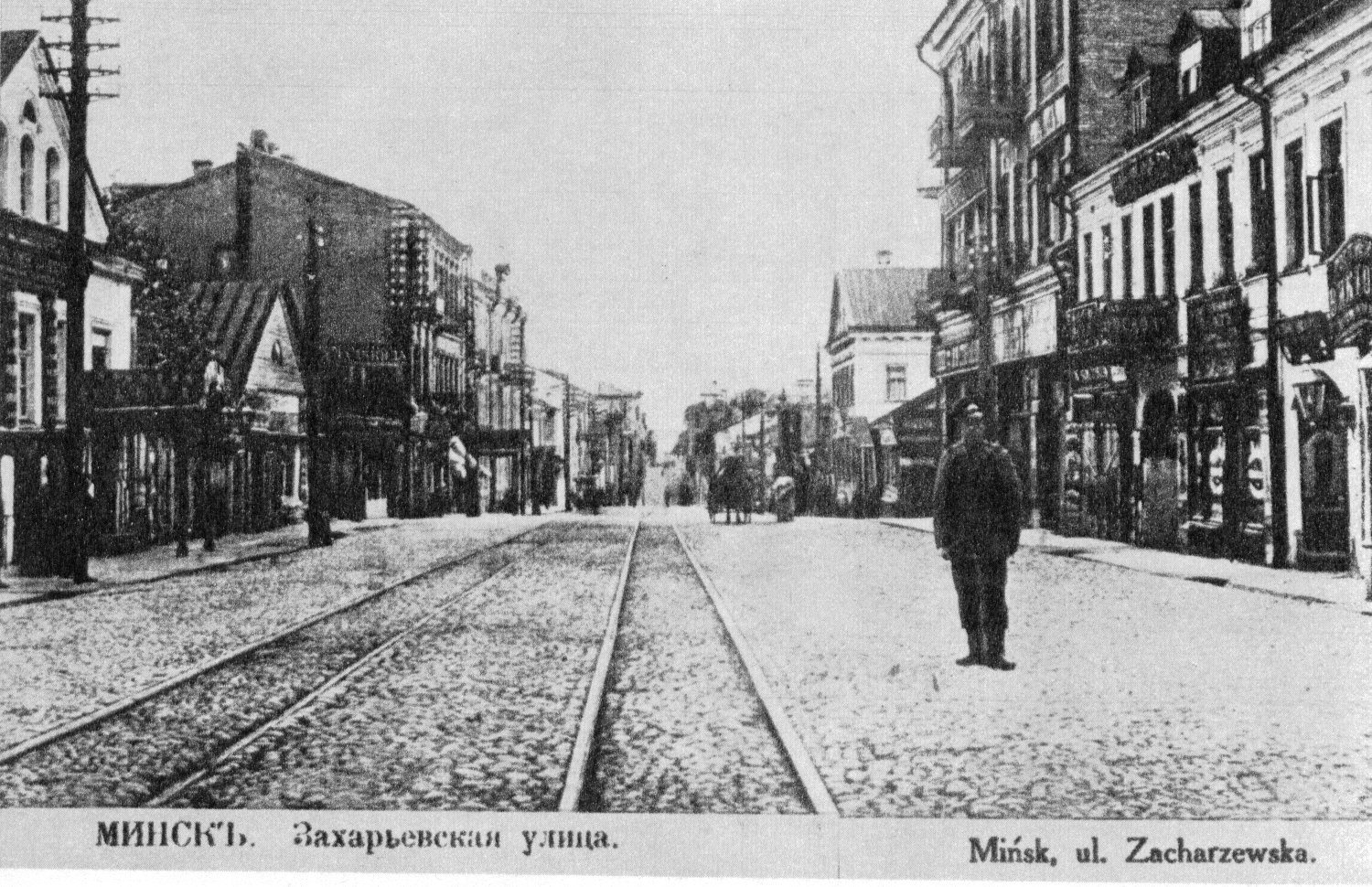
Открытка: Захарьевская улица в Минске

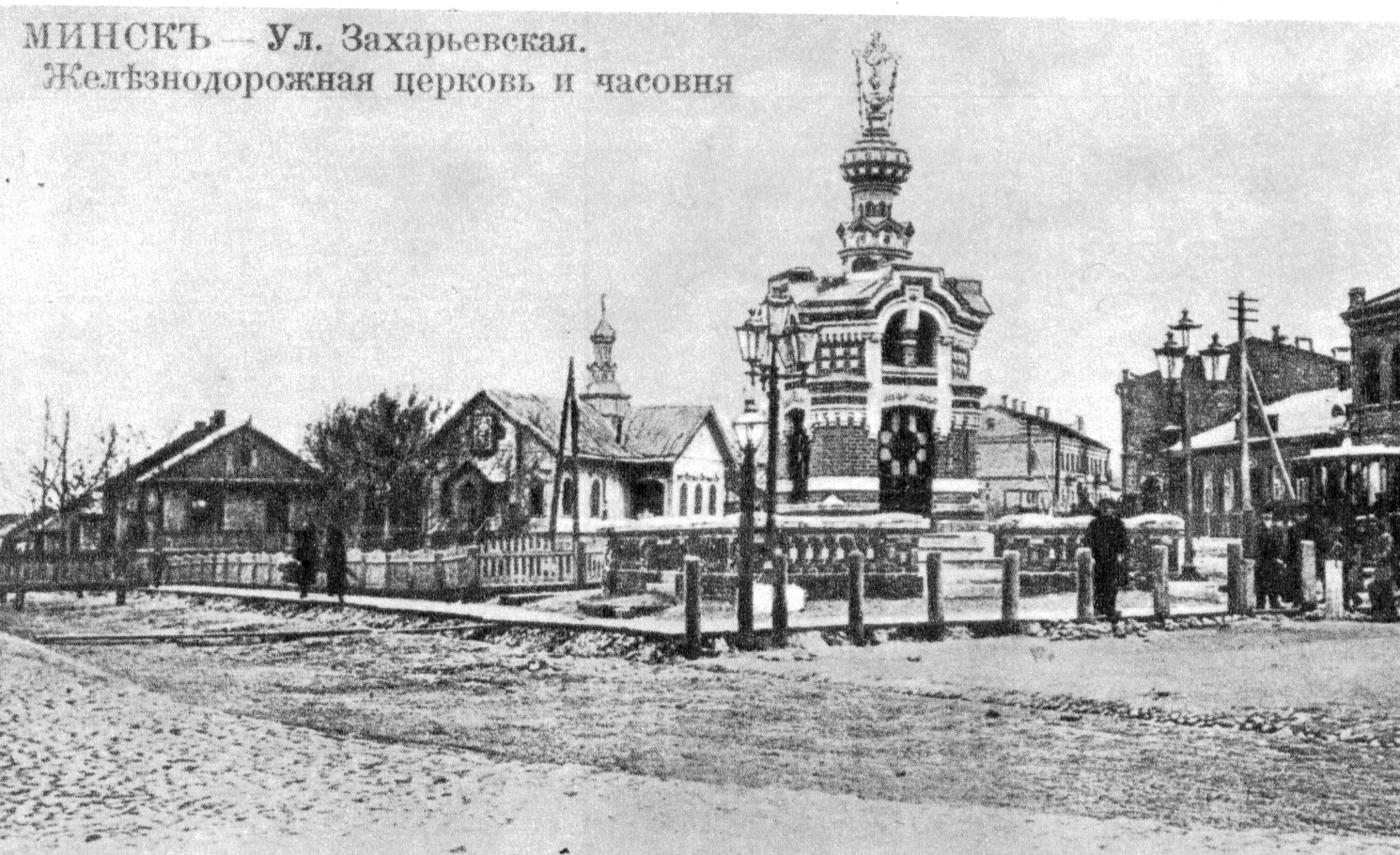
Захарьевская улица

Захарьевская улица была проложена в середине XVI века, являлась отрезком почтового Московского тракта. В 1801 году она проходила через предместье, начинаясь от современной улицы Городской Вал и заканчиваясь у горы, где стоит Юбилейный дом, известный минчанам также как Дом работников искусств.
Названа улица была в честь первого гражданского губернатора Минска в 1796—1806 гг. Захария Яковлевича Корнеева, точнее, в честь св. Захария, по которому когда-то будущего губернатора назвали.
С начала XIX века происходило осуществление регулярных планов крупных городов Российской империи. Новая жилая застройка Минска разместилась за границей бывших городских земляных укреплений на юг и юго-восток вдоль реки Свислочь. Здесь жилые кварталы имели прямоугольную форму и ясную геометрическую сеть улиц. В этой новой части главной улицей стала Захарьевская. На ней вдоль Свислочи был заложен городской сад (ныне Парк имени Горького).
В 1817 году был разработан новый проект Минска, по которому основной осью города являлась река Свислочь, а застройка шла по её берегам. В 1835 году пожар уничтожил почти все деревянные дома в городе. Началось каменное строительство к югу от Захарьевской улицы. Захарьевская улица перетекала в Московскую, ведущую к Брестскому (Московскому) вокзалу. На стыке этих улиц образовалась небольшая площадь, где в начале XX века построили церковь.
В 1895 году на Захарьевской улице была построена электростанция, а в 1873 году — насосная станция, снабжавшая город водой из Свислочи.
В начале 1890-х годов в Минске было около 140 улиц и переулков. К 1911 году их насчитывалось 305. Центральной городской улицей являлась Захарьевская.
Захарьевская улица в начале XX века вбирала в себя нынешнюю Советскую улицу и нынешний проспект Независимости ― до минского ЦУМа.
Захарьевская улица, как и остальные улицы в городе была булыжной, лишь в 1910 году её, первую, заасфальтировали и установили гранитный тротуар.
Заречная часть Минска связывалась с центром мостами. Один из них был Захарьевский, построенный в 1880 году и соединявший центр с Золотой горкой и Комаровкой.
В 1892 году в городе запущены две линии конки: Вокзальная и Главная. Вторая шла от Виленского вокзала до Соборной площади (ныне площадь Свободы), проходя по Петербургской, Коломенской, Захарьевской и Губернаторской улицам. В 1898 году образовалась новая Немиго-Захарьевская линия.
В 1907 году «Минский листок» писал: «Трудно себе представить что-нибудь более ужасное, чем наша Захарьевская улица, которая носит за Золотой Горкой название Комаровки… Эта улица представляет собой липкое сплошное болото, перейти через него никоим образом невозможно…».
В 1917 году улица переименована в улицу 25 октября. В 1952 году с улицы Захарьевской началось интенсивное строительство проспекта имени Сталина (ныне проспект Независимости).

## Организации и учреждения

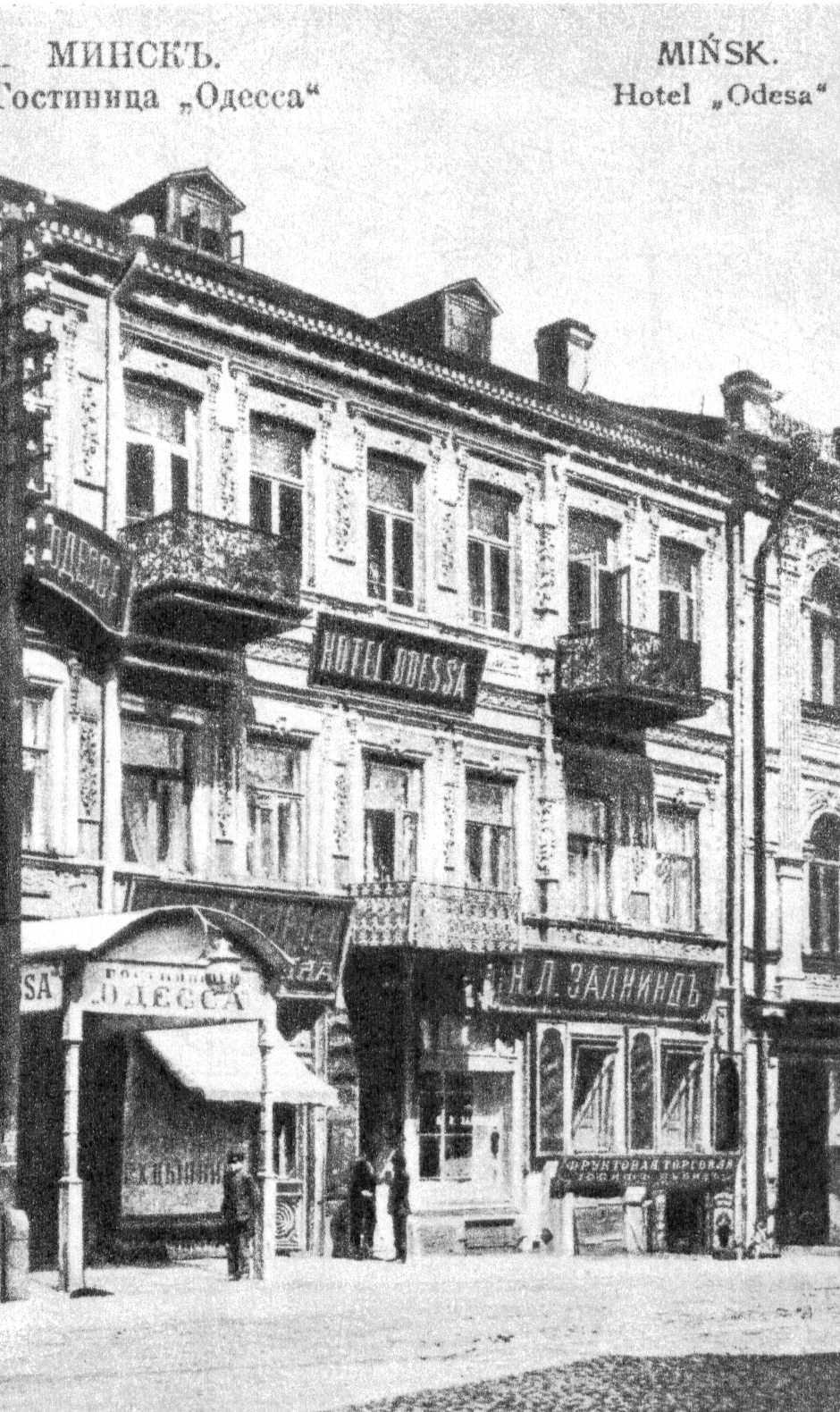
Гостиница «Одесса» на Захарьевской улице

С 1876 года (на месте кинотеатра «Центральный») ― Минское общество сельского хозяйства ― товарищество крупных землевладельцев Минской губернии.
Дом Ржецкой ― известен тем, что в нём в марте 1898 года проходил I съезд РСДРП.
На углу улиц Захарьевской и Красной находился Конный рынок, где продавали лошадей и домашний скот (проспект Независимости, 47). Здесь же был и дровяной рынок.
Дом на углу Захарьевской и Белоцерковной ― в 1904 году в нём находилась подпольная типография партии социалистов-революционеров. Белоцерковная улица пересекала Захарьевскую в месте нынешней площади Победы со стороны Коммунистической улицы.
По Захарьевской 69, в доме Ландау, размещалось губернское управление по делам земского хозяйства, с 1911 года преобразованное в земскую управу. Здесь в 1916—1917 гг. работал белорусский поэт Максим Богданович.
По Захарьевской 4, в доме Прошинского, размещалось Управление Минского почтово-телеграфного округа. Это здание сохранилось ― угол улиц Бобруйская и Советская.
По Захарьевской 95, в доме Нейфаха, размещалось Управление земледелия и государственных имуществ. Здесь также находился Минский лесоохранительный комитет.
По Захарьевской 97, в доме Борща, размещался Государственный контроль Либаво-Роменской железной дороги.
На углу Захарьевской и Захарьевского переулка 52, в доме Шапиро, находилась с 1902 года типография С. А. Некрасова, выпускавшая религиозную литературу.
На углу Захарьевской и Петропавловской, в доме Поляка, с 1915 года находилось Минское отделение Петроградского коммерческого банка. Здесь же было Губернское акцизное управление.
По Захарьевской 79, в доме Ругера (проспект Независимости, 23), размещалось Минское отделение Крестьянского поземельного банка, предназначенного для выдачи крестьянам долгосрочных кредитов.
По Захарьевской 59, в доме Фотта, с 1874 года находилось Минское общество взаимного кредита. Теперь на этом месте здание КГБ Республики Беларусь.
На углу Захарьевской и Садовой находился Минский учительский институт, открытый в октябре 1914 года.
На углу Захарьевской и Полицейской (угол проспекта Независимости и улицы Янки Купалы) находилось с 1880 года Минское реальное училище.
На углу Захарьевской и Серпуховской в июне 1912 года открылся Минский городской музей.
На углу Захарьевской и Губернаторской, в доме Мельцера, с ноября 1902 года находилась редакция газеты «Северо-Западный край», по Захарьевской 65, в доме Френкеля. Газета «Белорусский вестник», на углу Захарьевской и Захарьевского переулка, в доме Шапиро, газета минского православного братства «Братский листок». В доме 69 была редакция «Вестника Минского губернского земства».
По Захарьевской 18, в доме Пржелясковоской, с 1917 года находилось книжное издательство «Вольная Беларусь» и газета с тем же названием. Принадлежало это Товариществу белорусской культуры.
По Захарьевской 95, в доме Нейфаха, находилась с 1900 года городская публичная библиотека, работавшая с 10 утра до 10 вечера.
По Захарьевской 42 (проспект Независимости, 8) помещалась женская больница И. А. Фогеля, рассчитанная на 6 мест.
По улице Захарьевская 67, в доме Френкеля, с 1912 года находилась стоматологическая клиника И. Я Членовой. По субботам и воскресеньям бедных лечили бесплатно.
По Захарьевской 39, в доме Переца (здесь сейчас гостиница «Минск»), находился обувной магазин М. Я. Фридлянда. Лалее, в доме 45 (проспект Независимости, 13), табачный магазин Ю. Л. Малина, на углу Захарьевской и Богадельной парфюмерный магазин М. И. Бабаковского. Там же была гостиница под названием «Одесса» на 39 номеров и гостиница «Гарни» на 49 номеров с рестораном. Сейчас на месте этой гостиницы гастроном (проспект Независимости, 16). Далее по Захарьевской можно было увидеть гостиницы «Ново-Московскую», гостиницу Б. Сутина, «Париж», «Ново-Берлин», «Кронштадт», «Либава», «Виктория», «Вена», «Полтава», «Рояль», «Швейцария» и др.
На углу Захарьевской и Губернаторской, где сейчас здание ГУМа, находился магазин кухонных и хозяйственных принадлежностей.
По Захарьевской 79 с 1892 года находился большой рыбный магазин И. М. Левитана.
На углу Захарьевской и Петропавловской (где ныне вход на станцию метро «Октябрьская», проспект Независимости, 23) с 1861 года находилась кондитерская Ф. Венгржецкого.
В 1907 году на Захарьевской улице открылся кинотеатр «Иллюзион» (в доме, принадлежавшем врачу М. А. Поляку), в 1909 году ещё два ― «Эден» и «Гигант». Для последнего приспособили здание бывшей лютеранской кирхи.